# Skilanglauf-Australia/New-Zealand-Cup 2013
Der Skilanglauf-Australia/New-Zealand-Cup 2013 war eine von der FIS organisierte Wettkampfserie, die zum Unterbau des Skilanglauf-Weltcups 2013/14 gehört. Sie begann am 27. Juli 2013 im australischen Falls Creek und endete am 24. August 2013 mit dem Kangaroo Hoppet.  Die Gesamtwertung bei den Männern gewann Victor Gustafsson. Er siegte bei drei von acht Rennen. Bei den Frauen wurde Chisa Ōbayashi in der Gesamtwertung Erste.

## Männer

### Resultate
| 1. Australia/New-Zealand-Cup in Falls Creek, 27. und 28. Juli 2013 | 1. Australia/New-Zealand-Cup in Falls Creek, 27. und 28. Juli 2013 | 1. Australia/New-Zealand-Cup in Falls Creek, 27. und 28. Juli 2013 | 1. Australia/New-Zealand-Cup in Falls Creek, 27. und 28. Juli 2013 | 1. Australia/New-Zealand-Cup in Falls Creek, 27. und 28. Juli 2013 |
| ------------------------------------------------------------------ | ------------------------------------------------------------------ | ------------------------------------------------------------------ | ------------------------------------------------------------------ | ------------------------------------------------------------------ |
| Datum                                                              | Disziplin                                                          | Erster Platz                                                       | Zweiter Platz                                                      | Dritter Platz                                                      |
| 27. Juli 2013                                                      | Sprint Freistil                                                    | Victor Gustafsson                                                  | Phillip Bellingham                                                 | Callum Watson                                                      |
| 28. Juli 2013                                                      | 10 km klassisch                                                    | Callum Watson                                                      | Victor Gustafsson                                                  | Phillip Bellingham                                                 |

| 2. Australia/New-Zealand-Cup in Snow Farm, 10. und 15. August 2013 | 2. Australia/New-Zealand-Cup in Snow Farm, 10. und 15. August 2013 | 2. Australia/New-Zealand-Cup in Snow Farm, 10. und 15. August 2013 | 2. Australia/New-Zealand-Cup in Snow Farm, 10. und 15. August 2013 | 2. Australia/New-Zealand-Cup in Snow Farm, 10. und 15. August 2013 |
| ------------------------------------------------------------------ | ------------------------------------------------------------------ | ------------------------------------------------------------------ | ------------------------------------------------------------------ | ------------------------------------------------------------------ |
| Datum                                                              | Disziplin                                                          | Erster Platz                                                       | Zweiter Platz                                                      | Dritter Platz                                                      |
| 10. August 2013                                                    | 15 km klassisch Mst.                                               | Maciej Kreczmer                                                    | Brian McKeever                                                     | Eric Carleton                                                      |
| 11. August 2013                                                    | 10 km Freistil                                                     | Maciej Kreczmer                                                    | Brian McKeever                                                     | Alexei Petuchow                                                    |
| 15. August 2013                                                    | Sprint Freistil                                                    | Andrew Newell                                                      | Alexei Petuchow                                                    | Devon Kershaw                                                      |

| 3. Australia/New-Zealand-Cup in Perisher Valley, 17. und 18. August 2013 | 3. Australia/New-Zealand-Cup in Perisher Valley, 17. und 18. August 2013 | 3. Australia/New-Zealand-Cup in Perisher Valley, 17. und 18. August 2013 | 3. Australia/New-Zealand-Cup in Perisher Valley, 17. und 18. August 2013 | 3. Australia/New-Zealand-Cup in Perisher Valley, 17. und 18. August 2013 |
| ------------------------------------------------------------------------ | ------------------------------------------------------------------------ | ------------------------------------------------------------------------ | ------------------------------------------------------------------------ | ------------------------------------------------------------------------ |
| Datum                                                                    | Disziplin                                                                | Erster Platz                                                             | Zweiter Platz                                                            | Dritter Platz                                                            |
| 17. August 2013                                                          | Sprint klassisch                                                         | Victor Gustafsson                                                        | Callum Watson                                                            | Phillip Bellingham                                                       |
| 18. August 2013                                                          | 10 km Freistil                                                           | Victor Gustafsson                                                        | Alex Almoukov                                                            | Callum Watson                                                            |

| 4. Australia/New-Zealand-Cup und Kangaroo Hoppet in Falls Creek, 24. August 2013 | 4. Australia/New-Zealand-Cup und Kangaroo Hoppet in Falls Creek, 24. August 2013 | 4. Australia/New-Zealand-Cup und Kangaroo Hoppet in Falls Creek, 24. August 2013 | 4. Australia/New-Zealand-Cup und Kangaroo Hoppet in Falls Creek, 24. August 2013 | 4. Australia/New-Zealand-Cup und Kangaroo Hoppet in Falls Creek, 24. August 2013 |
| -------------------------------------------------------------------------------- | -------------------------------------------------------------------------------- | -------------------------------------------------------------------------------- | -------------------------------------------------------------------------------- | -------------------------------------------------------------------------------- |
| Datum                                                                            | Disziplin                                                                        | Erster Platz                                                                     | Zweiter Platz                                                                    | Dritter Platz                                                                    |
| 24. August 2013                                                                  | 42 km Freistil Mst.                                                              | Alexander Legkow                                                                 | Ilja Tschernoussow                                                               | Alexei Tschernoussow                                                             |

### Gesamtwertung Männer
| Rang | Name               | Punkte |
| ---- | ------------------ | ------ |
| 1    | Victor Gustafsson  | 412    |
| 2    | Callum Watson      | 345    |
| 3    | Phillip Bellingham | 272    |
| 4    | Maciej Kreczmer    | 240    |
| 5    | Paul Kovacs        | 214    |
| 6    | Alasdair Tutt      | 161    |
| 7    | Brian McKeever     | 160    |
| 8    | Nick Montgomery    | 154    |
| 9    | Damon Morton       | 146    |
| 10.  | Alexei Petuchow    | 140    |
| 11.  | Jackson Bursill    | 139    |
| 12.  | Alex Almoukov      | 120    |
| 13.  | Eric Carleton      | 105    |
| 14.  | Alexander Legkow   | 100    |
| 14.  | Andrew Newell      | 100    |

| Rang | Name               | Punkte |
| ---- | ------------------ | ------ |
| 16.  | Anton Gafarow      | 100    |
| 16.  | Valerio Leccardi   | 100    |
| 18.  | Robert Jones       | 90     |
| 19.  | Nikita Krjukow     | 85     |
| 20.  | Alex Gibson        | 85     |
| 21.  | Jeong Jong-won     | 82     |
| 22.  | Ilja Tschernoussow | 80     |
| 23.  | Cho Yong-jin       | 76     |
| 24.  | Park Seong-beom    | 76     |
| 25.  | Hwang Jun-ho       | 73     |
| 26.  | Hamish Roberts     | 69     |
| 27.  | Nicolas Avrillon   | 68     |
| 28.  | Nikita Stupov      | 68     |
| 29.  | Ha Tae-bok         | 64     |
| 29.  | Kim Tae-sung       | 64     |

| Rang | Name                  | Punkte |
| ---- | --------------------- | ------ |
| 31.  | Andrew Pohl           | 61     |
| 31.  | Daniel Walker         | 61     |
| 33.  | Alexei Tschernoussow  | 60     |
| 33.  | Devon Kershaw         | 60     |
| 35.  | Kim Min-uk            | 56     |
| 36.  | Matthew Bull          | 50     |
| 37.  | Ewan Watson           | 42     |
| 38.  | Alexander Panschinski | 36     |
| 39.  | Mark Arendz           | 35     |
| 40.  | Noah Hoffman          | 29     |
| 41.  | Tomáš Čáslavský       | 26     |
| 41.  | Rifat Safiullin       | 26     |
| 43.  | Gary di Silvestri     | 13     |

## Frauen

### Resultate
| 1. Australia/New-Zealand-Cup in Falls Creek, 27. und 28. Juli 2013 | 1. Australia/New-Zealand-Cup in Falls Creek, 27. und 28. Juli 2013 | 1. Australia/New-Zealand-Cup in Falls Creek, 27. und 28. Juli 2013 | 1. Australia/New-Zealand-Cup in Falls Creek, 27. und 28. Juli 2013 | 1. Australia/New-Zealand-Cup in Falls Creek, 27. und 28. Juli 2013 |
| ------------------------------------------------------------------ | ------------------------------------------------------------------ | ------------------------------------------------------------------ | ------------------------------------------------------------------ | ------------------------------------------------------------------ |
| Datum                                                              | Disziplin                                                          | Erster Platz                                                       | Zweiter Platz                                                      | Dritter Platz                                                      |
| 27. Juli 2013                                                      | Sprint Freistil                                                    | Esther Bottomley                                                   | Jessica Yeaton                                                     | Chisa Ōbayashi                                                     |
| 28. Juli 2013                                                      | 5 km klassisch                                                     | Esther Bottomley                                                   | Chisa Ōbayashi                                                     | Jessica Yeaton                                                     |

| 2. Australia/New-Zealand-Cup in Snow Farm, 10. und 15. August 2013 | 2. Australia/New-Zealand-Cup in Snow Farm, 10. und 15. August 2013 | 2. Australia/New-Zealand-Cup in Snow Farm, 10. und 15. August 2013 | 2. Australia/New-Zealand-Cup in Snow Farm, 10. und 15. August 2013 | 2. Australia/New-Zealand-Cup in Snow Farm, 10. und 15. August 2013 |
| ------------------------------------------------------------------ | ------------------------------------------------------------------ | ------------------------------------------------------------------ | ------------------------------------------------------------------ | ------------------------------------------------------------------ |
| Datum                                                              | Disziplin                                                          | Erster Platz                                                       | Zweiter Platz                                                      | Dritter Platz                                                      |
| 10. August 2013                                                    | 10 km klassisch Mst.                                               | Justyna Kowalczyk                                                  | Chisa Ōbayashi                                                     | Michiko Kashiwabara                                                |
| 11. August 2013                                                    | 5 km Freistil                                                      | Justyna Kowalczyk                                                  | Anastasiya Kuzmina                                                 | Michiko Kashiwabara                                                |
| 15. August 2013                                                    | Sprint Freistil                                                    | Justyna Kowalczyk                                                  | Daria Gaiazova                                                     | Anastasiya Kuzmina                                                 |

| 3. Australia/New-Zealand-Cup in Perisher Valley, 17. und 18. August 2013 | 3. Australia/New-Zealand-Cup in Perisher Valley, 17. und 18. August 2013 | 3. Australia/New-Zealand-Cup in Perisher Valley, 17. und 18. August 2013 | 3. Australia/New-Zealand-Cup in Perisher Valley, 17. und 18. August 2013 | 3. Australia/New-Zealand-Cup in Perisher Valley, 17. und 18. August 2013 |
| ------------------------------------------------------------------------ | ------------------------------------------------------------------------ | ------------------------------------------------------------------------ | ------------------------------------------------------------------------ | ------------------------------------------------------------------------ |
| Datum                                                                    | Disziplin                                                                | Erster Platz                                                             | Zweiter Platz                                                            | Dritter Platz                                                            |
| 17. August 2013                                                          | Sprint klassisch                                                         | Lauren Fritz                                                             | Jessica Yeaton                                                           | Chisa Ōbayashi                                                           |
| 18. August 2013                                                          | 5 km Freistil                                                            | Jessica Yeaton                                                           | Lauren Fritz                                                             | Anna Trnka                                                               |

| 4. Australia/New-Zealand-Cup und Kangaroo Hoppet in Falls Creek, 24. August 2013 | 4. Australia/New-Zealand-Cup und Kangaroo Hoppet in Falls Creek, 24. August 2013 | 4. Australia/New-Zealand-Cup und Kangaroo Hoppet in Falls Creek, 24. August 2013 | 4. Australia/New-Zealand-Cup und Kangaroo Hoppet in Falls Creek, 24. August 2013 | 4. Australia/New-Zealand-Cup und Kangaroo Hoppet in Falls Creek, 24. August 2013 |
| -------------------------------------------------------------------------------- | -------------------------------------------------------------------------------- | -------------------------------------------------------------------------------- | -------------------------------------------------------------------------------- | -------------------------------------------------------------------------------- |
| Datum                                                                            | Disziplin                                                                        | Erster Platz                                                                     | Zweiter Platz                                                                    | Dritter Platz                                                                    |
| 24. August 2013                                                                  | 42 km Freistil Mst.                                                              | Marina Tschernoussowa                                                            | Lauren Fritz                                                                     | Chisa Ōbayashi                                                                   |

### Gesamtwertung Frauen
| Rang | Name                | Punkte |
| ---- | ------------------- | ------ |
| 1.   | Chisa Ōbayashi      | 465    |
| 2.   | Jessica Yeaton      | 370    |
| 3.   | Justyna Kowalczyk   | 300    |
| 4.   | Lauren Fritz        | 260    |
| 5.   | Esther Bottomley    | 245    |
| 6.   | Anna Trnka          | 200    |
| 7.   | Aimee Watson        | 172    |
| 8.   | Michiko Kashiwabara | 165    |
| 9.   | Casey Wright        | 157    |
| 10.  | Anastasiya Kuzmina  | 140    |

| Rang | Name                  | Punkte |
| ---- | --------------------- | ------ |
| 11.  | Ashleigh Spittle      | 122    |
| 12.  | Lucy Glanville        | 121    |
| 13.  | Sarah Murphy          | 116    |
| 14.  | Katerina Paul         | 116    |
| 15.  | Lee Chae-won          | 113    |
| 16.  | Alecia Phillips       | 104    |
| 17.  | Ellie Phillips        | 103    |
| 18.  | Yuki Kobayashi        | 100    |
| 19.  | Marina Tschernoussowa | 100    |
| 20.  | Ju Hye-ri             | 97     |

| Rang | Name                          | Punkte |
| ---- | ----------------------------- | ------ |
| 21.  | Nam Seul-gi                   | 87     |
| 22.  | Daria Gaiazova                | 80     |
| 23.  | Xanthea Dewez                 | 79     |
| 24.  | Sarah Slattery                | 58     |
| 25.  | Perianne Jones                | 50     |
| 26.  | Aislinn Kildea                | 48     |
| 27.  | Kamila Borutova               | 40     |
| 28.  | Angelica Morrone di Silvestri | 26     |
| 29.  | Jillian Colebourn             | 20     |